# Jaderná elektrárna Chapelcross
Jaderná elektrárna Chapelcross  byla jaderná elektrárna u Annan v Dumfries and Galloway v severozápadním Skotsku ve Spojeném království.

## Historie a technické informace
Jaderná elektrárna Chapelcross měla čtyři plynem chlazené reaktory typu Magnox, využívající přírodní uran, moderátorem byl grafit.
Jednalo se o sesterskou elektrárnu k jaderné elektrárně Calder Hall.
Provozovatel: United Kingdom Atomic Energy Authority (UKAEA) → British Nuclear Fuels plc. → Nuclear Decommissioning Authority (NDA)
Dodavatel: Mitch-Els.

## Informace o reaktorech
| Reaktor       | Typ reaktoru | Výkon [MW] | Výkon [MW]  | Výkon [MW] | Zahájení stavby | Uvedení do provozu | Připojení k síti  | Provoz           | Uzavření        |
| Reaktor       | Typ reaktoru | Tepelný    | Instalovaný | Čistý      | Zahájení stavby | Uvedení do provozu | Připojení k síti  | Provoz           | Uzavření        |
| ------------- | ------------ | ---------- | ----------- | ---------- | --------------- | ------------------ | ----------------- | ---------------- | --------------- |
| Chapelcross 1 | GCR/MAGNOX   | 260        | 60          | 48         | 1. října 1955   | 9. listopadu 1958  | 1. února 1959     | 1. března 1959   | 29. června 2004 |
| Chapelcross 2 | GCR/MAGNOX   | 260        | 60          | 48         | 1. října 1955   | 30. května 1958    | 1. července 1959  | 1. srpna 1959    | 29. června 2004 |
| Chapelcross 2 | GCR/MAGNOX   | 260        | 60          | 48         | 1. října 1955   | 9. srpna 1959      | 1. listopadu 1959 | 1. prosince 1959 | 29. června 2004 |
| Chapelcross 4 | GCR/MAGNOX   | 260        | 60          | 48         | 1. října 1955   | 22. prosince 1959  | 1. ledna 1960     | 1. března 1960   | 29. června 2004 |

## Incidenty
- V květnu 1967 došlo v reaktoru č. 2 k poškození zapouzdření palivového článku/souboru z důvodu přehřátí. Přehřátí bylo způsobeno částečným zablokováním kanálu pro chladicí médium grafitovými nečistotami viz výše – moderátor neutronů). Uvolněné štěpné produkty se v jádře v jedné jeho části. Po úspěšném vyčištění byl reaktor znovu spuštěn v roce 1969, přičemž se jednalo o poslední reaktor, který byl odstaven v únoru 2004.